# کنینگائو
کنینگائو (به لاتین: Keningau) یک منطقهٔ مسکونی در مالزی است که در Interior Division واقع شده‌است. کنینگائو ۱۷۳٬۱۳۰ نفر جمعیت دارد.